# برج منصوری
برج منصوری مربوط به دوره قاجار است و در شهرستان بابک، بخش مرکزی، دهستان خورسند، روستای خورسند، خیابان امام، کوچه حضرت ابوالفضل واقع شده و این اثر در تاریخ ۲۷ اسفند ۱۳۸۷ با شمارهٔ ثبت ۲۶۲۵۸ به‌عنوان یکی از آثار ملی ایران به ثبت رسیده است.